# Aristosuchus
Az Aristosuchus (jelentése 'legjobb krokodil', az ógörög ąριστον / arioton 'legbátrabb', 'legjobb', 'legnemesebb' és σουχος / szukhosz szavak összetételéből) kis méretű két lábon járó, madárszerű, húsevő dinoszaurusz volt, melynek maradványait az angliai Wight-sziget kora kréta kori, körülbelül 125 millió éves kőzeteiben találták meg. Hasonló leleteket találtak még Romániában, amelyek lehet, hogy szintén ebbe a nembe tartoznak.

## Anatómia
Maradványai meglehetősen töredékesek: a Wight-szigetről egy keresztcsont, egy szeméremcsont, egy combcsont, egy sípcsont és néhány csigolya került elő. A leletek közelében két végső ujjpercet is találtak, amelyek nagy karmokra utalnak, és talán szintén ehhez a nemhez tartoztak. A combcsonton egy szárnyszerű elülső és egy nagymértékben megkisebbedett negyedik tompor található. A meglévő csontok alapján az Aristosuchus testhosszát körülbelül 2 méterre, a tömegét pedig 30 kilogrammra becsülték.

## Taxonómia
Az Aristosuchus az 1800-as években elég szövevényes taxonómiai viták szereplője volt. Az eredeti leletet William Fox atya 1866-ban, Calamospondylus oweni néven a coelurosaurusok közé sorolta be, de az a szeméremcsont alapján valódi compsognathidának bizonyult. Richard Owen 1876-ban a Poekilopleuron pusillus fajhoz sorolta a maradványokat. Az Aristosuchus nevet végül Harry Seeley adta 1887-ben, miután úgy találta, hogy a leletek, amelyeket Owen megvizsgált különböznek a többi Poekilopleuron maradványtól.
Seeley eredetileg úgy gondolta, hogy az Aristosuchus a dinoszauruszok és a krokodilok olyna rokona volt, amelynél mindkét csoport tulajdonságai megtalálhatók, ma már azonban a szeméremcsont jellegei alapján a ragadozó dinoszauruszok Compsognathidae családjába sorolják. Mivel hasonlít közeli rokonára, a Compsognathusra, egyes szerzők szerint a maradványai inkább ahhoz a nemhez tartoznak.

## Fordítás
- Ez a szócikk részben vagy egészben az Aristosuchus című angol Wikipédia-szócikk ezen változatának fordításán alapul.  Az eredeti cikk szerkesztőit annak laptörténete sorolja fel. Ez a jelzés csupán a megfogalmazás eredetét és a szerzői jogokat jelzi, nem szolgál a cikkben szereplő információk forrásmegjelöléseként.